# Allgemeine Deutsche Zeitung für Rumänien
Die Allgemeine Deutsche Zeitung für Rumänien (ADZ) ist eine Tageszeitung der deutschsprachigen Minderheit in Rumänien. Sie erscheint seit 1993. In der zweiten Hälfte des Jahres 1992 hatte das Redaktionsteam der Vorgängerzeitung Neuer Weg (1949–1992) beschlossen, den Neuanfang zu wagen und das Blatt grafisch und inhaltlich umzugestalten. Die Zeitung berichtet sowohl über Politik, Wirtschaft wie auch Kultur und Lokales. Dabei thematisiert sie nicht ausschließlich Probleme der deutschen Minderheit in Rumänien, sondern auch Landes- und Weltpolitik.
Es ist die einzige deutsche Tageszeitung in Südosteuropa. Damit ist die Zeitung auch interessant für deutschsprachige Urlauber, Geschäftsreisende und deutschstämmige Unternehmer, die in Rumänien leben. Redaktionssitz ist die rumänische Hauptstadt Bukarest. Daneben hat die Zeitung Korrespondentenbüros in Hermannstadt, Kronstadt, Reschitza, Sathmar und Temeswar.
Wöchentliche Beilagen der ADZ sind die Banater Zeitung des Demokratischen Forums der Deutschen in Rumänien für Timișoara, Arad und das Banater Bergland, sowie die Karpatenrundschau der Stiftung zur Förderung der Deutschen Literatur in Rumänien in Kronstadt.
2006 hat das Demokratische Forum der Deutschen in Rumänien (DFDR) die Herausgeberschaft der Zeitung übernommen. Die Finanzierung der ADZ erfolgt über das DFDR aus Mitteln des rumänischen Staates. Anfang 2007 wurde die Aufmachung erneut aufgefrischt, fast alle Seiten wurden nun farbig gestaltet. Zum 31. Juli 2008 sollte die ADZ in eine Wochenzeitung umgewandelt werden. Der damalige Vorsitzende des DFDR Klaus Johannis sicherte jedoch mit einem „Machtwort“, so die Siebenbürgische Zeitung, das weitere Erscheinen als Tageszeitung.